# Владимир Холстинин
Владимир Холстинин е руски музикант, основател и китарист на група Ария. Автор е на повечето от хитовете на групата. Известен е и с прозвището си Холст.

## Биография
Роден е на 12 май 1958 в Люберци, Московска област. Учи свирене на домра 4 години, а също така се увлича и по свиренето на китара. Завършва Московският енергетически институт, като има диплома за инженер-енергетик. Там се запознава с Виталий Дубинин и основават група „Волшебние сумерки“. Групата изпълнява кавър версии на западни банди, а вокал е Артур Беркут. През 1982 групата се разпада и Холстинин отива в група Алфа. С Владимир в състава записват 2 албума – „Гуляка“ и „Бета“, като във втория албум участват Алик Грановский и Игор Молчанов. Скоро след това музикантите отиват в „Поющие сердца“.
През 1985 Холстинин и Грановский създават свой хевиметъл проект. Владимир измисля името „Ария“ и става композитор на всичките ѝ албуми, освен вторият „С кем ты?“, композиран от Андрей Болшаков. През 1987 в групата остават само Холстинин и Валерий Кипелов, а към тях се присъединяват Виталий Дубинин, Сергей Маврин и Максим Удалов. В началото на 90-те години Холстинин и Дубинин основават звукозаписната компания „АРИЯ Records“. През 1995 продуцира албум на украинската група „КРР“, а също така аранжира песните от единствения албум на група „Succubus“ – „Destiny“. През 1997 Дубинин и Холстинин издават соловия си албум „АвАрия“.
След вторият разпад на Ария през 2002, Владимир запазва правата върху името на групата и сформира нов състав. Също така продуцира рок-операта „Эльфийская рукопись“, групите „Епидемия“ и „Бони НЕМ“. Холст е единственият член на „Ария“, останал в нея от самото ѝ създаване.
На официалния си сайт публикува уроци по китара, използвайки известни мелодии от песни на Ария.